# BitTorrent
BitTorrent je komunikacioni protokol za peer to peer mrežu koja se koristi za deljenje i razmenu podataka i elektronskih datoteka putem interneta. Svaka datoteka koja se želi deliti mora se indeksirati (datoteka se deli na jednake delove, od 16kB pa sve do 4MB, radi se SHA-1 checksum svih delova, i rezultirajuća datoteka se snima na server torrent datoteka). Potom se osoba koja deli datoteku prijavljuje na tracker server i tad je moguće da svi oni koji su našli torrent na indeks-serveru počnu deliti datoteku, prvo od izvora, a posle i međusobno.

## BitTorrent programi
Danas postoji mnoštvo BitTorrent aplikacija za razne operativne sisteme, a najpoznatiji su:
- Azureus
- BitTornado
- BitTorrent (više o njemu pogledajte niže na ovoj stranici)
- eDonkey2000
- µTorrent

## BitTorrent klijent
BitTorrent klijent je naziv programa pomoću kojega možemo dijeliti (bilo preuzimati bilo uploadovati) sadržaje sa interneta, poput filmova i muzike. Postoji više vrsta indeks-torrent servera koji pružaju tu uslugu besplatno, bez registracije. Moguće ih je skinuti sa interneta, s bilo koje stranice orijentisane na tu temu.

## BitTorrent terminologija
- Leeches - Korisnici koji preuzimaju datoteku ali je ne dele sa ostalim korisnicima.
- Seed or seeder - Seeder je korisnik koji ima celu kopiju datoteke koja se skida.
- .torrent - tzv. usmerivač / datoteka koja upućuje do datoteke koju je potrebno preuzeti.
- Tracker - Server koji upravlja bittorrent procesom slanja datoteke.
- Swarm - Grupa korisnika koja istovremeno šalje (otprema) odnosno prima (preuzima) istu datoteku.

## Literatura
- Pouwelse, Johan;  . (2005). „The Bittorrent P2P File-Sharing System: Measurements and Analysis”. Peer-to-Peer Systems IV. Berlin: Springer. стр. 205—216. ISBN 978-3-540-29068-1. doi:10.1007/11558989_19. Приступљено 4. 9. 2011.

## Spoljašnje veze
- Званични веб-сајт
- Specification
- BitTorrent на веб-сајту  (језик: енглески)
- Interview with chief executive Ashwin Navin
- Unofficial BitTorrent Protocol Specification v1.0 at wiki.theory.org
- Unofficial BitTorrent Location-aware Protocol 1.0 Specification at wiki.theory.org
- Czerniawski, Michal (20. 12. 2009). Responsibility of Bittorrent Search Engines for Copyright Infringements. SSRN. SSRN 1540913 . doi:10.2139/ssrn.1540913.
- Cohen, Bram (16. 2. 2005). „Under the hood of BitTorrent”. Computer Systems Colloquium (EE380). Stanford University.